# Václav Špidla
Václav Špidla (28. září 1922, Praha – 21. června 1979, Praha) byl český herec a režisér, otec politika Vladimíra Špidly.

## Život
V letech 1942–1943 začínal u kočovných divadelních společností (F. Nechyba, V. Rovenský). Po druhé světové válce vystudoval dramatické oddělení Pražské konzervatoře (1946) a DAMU (absolutorium 1948), po studentském divadle DAMU, DISKu, vystupoval jako herec v Divadle 5. května. V letech 1948 až 1954 byl členem Vinohradského divadla (resp. od roku 1950 zde působícího Divadla československé armády). Na Vinohradech úzce spolupracoval s režisérem Jiřím Frejkou, jehož byl oblíbeným žákem. Později se však podílel jako předseda KSČ v Divadle československé armády na jeho kádrování.
Po odchodu z Divadla československé armády se věnoval především divadelní režii. Byl angažován jako režisér a herec v Divadle Josefa Kajetána Tyla v Plzni (1954–1963), od roku 1960 do roku 1963 zde byl i šéfem činohry. V roce 1963 přešel do Národního divadla v Praze, kde pracoval až do roku 1972. Zde režíroval deset inscenací. Rovněž hrál v menších rolích, především ve hrách, které sám režíroval. Pak odešel do kladenského Divadla Jaroslava Průchy, kde působil jako režisér až do závěru svého života.
Jeho synem je český politik Vladimír Špidla (ČSSD), narozený v roce 1951.

## Vybrané divadelní režie
- 1955 B. A. Lavreněv: Píseň o Černomořcích, Městské divadlo Plzeň, spolurežie Luboš Pistorius
- 1955 Piotr Choynowski: Základy na písku, Městské divadlo Plzeň
- 1961 V. V. Višněvskij: Optimistická tragédie, Městské divadlo Plzeň
- 1963 Milan Jariš: Království boží, Tylovo divadlo
- 1963 William Shakespeare: Sen noci svatojánské, Národní divadlo
- 1964 Maxim Gorkij: Dostigajev a ti druzí, Národní divadlo
- 1964 Seán O'Casey: Bubny otce Neda, Tylovo divadlo
- 1965 Molière: Tartuffe, Tylovo divadlo
- 1966 Viktor Dyk: Zmoudření dona Quijota, Národní divadlo
- 1968 J. Bock, J. Stein, S. Harnick: Šumař na střeše, Tylovo divadlo
- 1968 Alois Jirásek: Jan Roháč, Tylovo divadlo
- 1969 Molière: Škola pro ženy, Tylovo divadlo
- 1970 E. Buenaventura: Na pravici Boha otce, Tylovo divadlo
- 1973 J. W. Goethe: Faust, Divadlo Jaroslava Průchy
- 1975 Pierre Corneille: Cid, Divadlo Jaroslava Průchy
- 1977 A. Mrštík, V. Mrštík: Maryša, Divadlo Jaroslava Průchy

## Vybrané divadelní role
- 1947 William Shakespeare: Veselé paničky windsorské, Cajus, DISK, režie Ivan Weiss
- 1950 A. D. Popov: Rodina, V. I. Uljanov, Divadlo Československé armády, režie Otto Haas
- 1966 Viktor Dyk: Zmoudření dona Quijota, Farář, Národní divadlo, režie Václav Špidla
- 1966 Jean Giraudoux: Bláznivá ze Chaillot, Zachránce od Alpského mostu, Tylovo divadlo, režie Zdeněk Štěpánek
- 1968 J. Bock, J. Stein, S. Harnick: Šumař na střeše, První muž, Tylovo divadlo, režie Václav Špidla
- 1969 Molière: Škola pro ženy, Oront, Tylovo divadlo, režie Václav Špidla
- 1976 W. Shakespeare: Sen noci svatojánské, Poříz (alternace Stanislav Litera), Divadlo Jaroslava Průchy, režie Václav Špidla